# Wycliffe Bible Translators
Wycliffe Bible Translators (WBT) e un'organizzazione internazionale paraecclesiastica con sede ad Orlando in Florida. Il suo scopo è la traduzione della Bibbia in ogni lingua in uso nel Mondo. Fondata nel 1942 da William Cameron Townsend, ha sedi in 46 paesi.
Riguardo allo scopo, la WBT afferma che non ci sono gruppi culturali così piccoli e linguaggi così difficili per il loro obiettivo. L'organizzazione deve il nome a John Wycliffe, il primo a tradurre tutta la Bibbia in Inglese.

## L'organizzazione
Wycliffe Bible Translators è stato il primo di un gruppo di organizzazioni associate per la traduzione della Bibbia e il lavoro missionario. SIL International, in origine Summer Institute of Linguistics, era partito come una piccola sessione estiva di formazione per missionari in Arkansas nel 1934.
Un gruppo di sostegno, JAARS (in origine Jungle Aviation And Radio Service) fornisce il trasporto e il servizio tecnico per i missionari. Wycliffe Associates è un'organizzazione di supporto che reperisce fondi e fornisce forme di sostegno per altre organizzazioni.
The Seed Company, secondo il loro sito, è "una futura generazione della famiglia di organizzazioni della Wycliffe Bible Translators" che fornisce sostegno ai traduttori locali nelle aree dove "l'ambiente ostile rende difficile il lavoro di traduzione".